# Chidi Odiah
Chukwudi „Chidi” Odiah (ur. 17 grudnia 1983 roku) – nigeryjski piłkarz, grającym na pozycji prawego obrońcy. Od 2015 występuje w Julius Berger.
Odiah jest wychowankiem klubu Eagle Cement, w którym przez 2 lata występował w pierwszej lidze. W 2000 roku przeniósł się do Julius Berger FC, a w 2001 roku wyjechał do Mołdawii i został piłkarzem Sheriffu Tyraspol. W tym samym roku wywalczył mistrzostwo Mołdawii i zdobył Puchar Mołdawii. W 2002 roku osiągnął kolejny sukces, jakim był drugi w karierze krajowy puchar.
W 2004 roku Chidi przeszedł do rosyjskiego CSKA Moskwa. Już w tym samym roku wywalczył wicemistrzostwo Rosji, a w sezonie 2004/2005 wystąpił w kilku meczach Pucharu UEFA, które CSKA zdobyło po zwycięstwie 3:1 w finale nad Sportingiem. W 2005 i 2006 roku wywalczył dublet: mistrzostwo i Puchar Rosji. W 2008 roku został wicemistrzem kraju i zdobył swój drugi krajowy puchar. Wraz z otwarciem zimowego okienka transferowego 2012 do 2015 Odiah pozostawał piłkarzem bez klubu. W 2015 wrócił do Julius Berger.
W reprezentacji Nigerii zadebiutował w 2004 roku w meczu z Zimbabwe, rozegranym w ramach eliminacji do Mistrzostw Świata w Niemczech.